# Streichkopf
Der Streichkopf ist ein 2243 Meter hoher Berg im Rofan, einer Untergruppe der Brandenberger Alpen im österreichischen Bundesland Tirol. Wie alle Berge des Rofan-Hauptkamms erscheint auch der Streichkopf von Norden aus gesehen als dominanter Fels, von Süden dagegen wirkt er mit seinen grasdurchzogenen Passagen als sanft geformte Erhebung, die aber nach Nordwesten, Osten und Süden ausgeprägte Grate aussendet.

## Umgebung
Der Streichkopf erhebt sich im südwestlichen Bereich des Rofans und bildet einen Knickpunkt des hier nordwestlich-östlich verlaufenden Hauptkamms, an dem die Kette der Dalfazer Wände nach Süden abzweigt. Benachbarte Berge sind im Verlauf des Nordwestgrats der 2169 Meter hohe Stuhlböcklkopf und im Osten die Hochiss, mit 2299 Metern der höchste Berg des Rofans. Nach Nordosten fällt das Gelände steil hinunter zur Mahrentalalm (1277 m) und nach Westen sanft hinab zum alpinen Wegübergang Kotalmsattel (1976 m) und weiter zum Achensee. Nächstgelegener Ort ist im Süden Maurach am Achensee in etwa 4 Kilometer Luftlinie, gut 6 km im Norden liegt Steinberg am Rofan.

## Geologie
Siehe Artikel Hochiss.

## Touristische Erschließung
Da das Gebiet durch seinen fruchtbaren Boden schon früh besiedelt wurde und von Süden her die Berge leicht zu besteigen sind, gibt es keine Überlieferungen zu Erstbesteigungen. Ein dichtes Wanderwegnetz führt durch das Rofangebirge und der Streichkopf ist leicht von der Erfurter Hütte, auf 1831 Metern nördlich oberhalb von Maurach, aus zu erreichen. Der Normalweg (leichtester Anstieg) führt als Wanderweg Nr. 413 zunächst nördlich Richtung Hochiss und dann weiter westlich zum Gipfel, teilweise über schrofiges Gelände.